# 呂布科湖
53°41′12″N 13°44′55″E / 53.68653°N 13.74855°E
呂布科湖（德語：Lübkowsee），是德國的湖泊，位於該國東北部，由梅克倫堡-前波美拉尼亞州負責管轄，處於梅克倫堡湖區縣，長1公里、寬0.4公里，面積0.39平方公里，海拔高度6.5米，平均水深2.4米，最大水深6.6米。